# Trairão
Trairão é um município brasileiro do estado do Pará, pertencente à Mesorregião do Sudoeste Paraense. Localiza-se no norte brasileiro, a uma latitude 04º34'28" sul e a uma longitude 55º56'37" oeste.

## Contexto histórico e finalidade
O Município Novo Progresso, Jacareacanga e Trairão foi desmembrado de Itaituba em 13 de dezembro de 1991.

## Etimologia
No rio Amadeus foi pescado uma traíra, peixe de água doce, de aproximadamente 40 kg, então começaram a referir-se ao rio como Trairão; em seguida a comunidade Jardim Amadeu também foi chamada assim devido a proximidade com o rio. Em  plebiscito a população optou pela denominação Trairão, em vez de Jardim Amadeu.

## História
Em 1972 com a abertura do ramal sul da rodovia BR-163 havia um acampamento no Itapacurá chamado de Jardim Amadeu próximo ao rio Amadeus.
Em 1974 os primeiros colonos assentados reivindicaram ao INCRA uma área para ser construída um centro de apoio, para instalar escola, igreja, posto de saúde e comércio de produtos agrícolas.
Em 1975, mesmo sem autorização, os colonos ocuparam uns lotes urbanos e construíram a primeira escola. Então o governo repassada a comunidade lotes medindo 15x30, onde viria a ser a Vila de Trairão.
Em 1983, famílias dos colonos assentadas, recebem financiamentos para lavouras, desenvolvendo assim a região, e influenciando em 1985 a vinda de colonos oriundos das regiões Sul e Sudeste, investimento na pecuária.

## Economia
Inicialmente os colonos investiram na agricultura familiar com o plantio de banana, milho, arroz, mandioca e feijão. Com a chegada de novos colonos houve investimento na pecuária. Outro produto de grande rentabilidade foi o cacau; foi considerado ouro durante alguns anos, mas teve declínio em 1990 devido isolamento da área, precariedade das rodovias, baixo preço do cacau no mercado, praga vassoura de bruxa.
A exploração do ouro nos garimpos da região, Trairão experimentou uma expansão comercial, de produtos agrícolas e de prestação de serviços.

## Geografia
Localizado a uma latitude 04º34'28" sul e longitude 55º56'37" oeste, estando a uma altitude de 105 metros acima do nível do mar. O município possui uma população estimada de 18 280 mil habitantes, distribuídos em 11 991,085 km² de extensão territorial.

### Problemas socioambientais
Devido aos altos índices de devastação florestal, em 9 de novembro de 2023, o município de Trairão foi incluído na relação de municípios situados no bioma Amazônia considerados prioritários pelo governo federal para ações de prevenção, controle e redução dos desmatamentos e degradação florestal.

## Política e administração
Sendo um município do Brasil, Trairão é administrada por dois poderes, o executivo e o legislativo, independentes e harmônicos entre si. O primeiro é representado pelo prefeito, auxiliado pelo seu gabinete de secretários e eleito pelo voto popular para um mandato de quatro anos, sendo permitida uma única reeleição para mais um mandato consecutivo, enquanto que o segundo é representado pela Câmara Municipal de Trairão, órgão colegiado de representação dos munícipes que é composto por vereadores também eleitos por sufrágio universal.
As atuais autoridades que ocupam cargos da organização político-administrativa de Trairão são as seguintes (data: 12 de novembro de 2023):
- Prefeito: Valdinei José Ferreira "Django" - PL (2021/-)[10]
- Vice-prefeito: Maurício de Lima Santos - PL (2021/-)[10]
- Presidente da Câmara: Aridelson de Almeida - MDB

## Cultura
- Festival da banana (patrimônio cultural) - 1° Semestre de cada ano.[11]
- Festival junino Arraiarão - Junho

## Infraestrutura

### Rodovias
- BR-163